# Aleurocanthus woglumi
La mosca negra de los cítricos (Aleurocanthus woglumi), es un insecto del orden de los hemíptero de la familia  de los aleuródidos. Es una especie polífaga asociada a más de 300 especies de diversas familias de plantas hospederas, entre ellas el mango, la palta, el café, la pera, el durazno, la granada, la guayaba, el níspero, etc. Fue descrita científicamente en 1915 por Ashby.

## Distribución
Es originario del sudeste de Asia y se ha distribuido ampliamente en las regiones tropicales y subtropicales de Asia, África, Oceanía y América. En América, se encuentra desde los Estados Unidos en el Norte hasta varios países en América del Sur (Colombia, Ecuador, Guyana, Perú, Surinam, Venezuela, Brasil, Paraguay y Argentina).

## Alimentación e importancia económica
Sobre el envés de las hojas se fijan las ninfas del insecto alimentándose de los jugos de la planta; produciendo una secreción melosa en cantidad considerable que llega a cubrir las hojas, y que sirve como medio excelente para el desarrollo de diversos hongos (fumagina). Con altas densidades poblacionales de esta especie, la fumagina puede disminuir el valor comercial de los frutos o perjudicar su formación, con reducciones en la fructificación de hasta el 80%. En Europa, esta especie es considerada como una plaga cuarentenaria debido precisamente a los daños y al impacto económico que puede provocar.

## Reproducción
El ciclo biológico de la mosca negra de los cítricos se completa en un período de 8 a 16 semanas de acuerdo con las condiciones climáticas de la zona donde se desarrolla. El apareamiento se hace poco después de la emergencia siguiendo la oviposición varios días después. Los huevos son depositados comúnmente en una forma típica de espiral en el envés de las hojas de la planta hospedera, el promedio por espiral es de 40 huevos. Una hembra pone más de 100 huevos durante su vida de adulto que es de aproximadamente 10 días.